# Saint-Bonnet-de-Mure
Saint-Bonnet-de-Mure – miejscowość i gmina we Francji, w regionie Owernia-Rodan-Alpy, w departamencie Rodan. Nazwa miejscowości pochodzi od imienia św. Boneta.
Według danych na rok 1990 gminę zamieszkiwały 4604 osoby, a gęstość zaludnienia wynosiła 282 osób/km² (wśród 2880 gmin regionu Rodan-Alpy Saint-Bonnet-de-Mure plasuje się na 188. miejscu pod względem liczby ludności, natomiast pod względem powierzchni na miejscu 691.).